# Piton (mitologija)
Piton (grč. Python, lat. Pytho) je u grčkoj mitologiji odvratni zmaj sa zmijskim tijelom pokrivenim ljuskama koji je živio u mračnoj guduri pokraj Delfa.

## Mitologija
Po zapovijedi boginje Here htio je ubiti Titanidu Letu da ne rodi djecu koju je očekivala od Herina muža, najvišeg boga Zeusa. Leta se uz Zeusovu pomoć spasila na otoku Delu i tamo dala život krasnim blizancima: boginji Artemidi i bogu Apolonu. Apolon, već četvrti dan po rođenju, pošao je za Pitonom da mu se osveti za progonstvo njegove majke. Pronašao ga je u dubokoj provaliji ispod gore Parnas i ubio ga strijelama iz svog luka.
Na mjestu gdje je pokopao Pitona Apolon je podigao hram i proročište u kojem je na usta svećenice Pitije oglašavao volju Olimpskog Zeusa. Da od Pitona ne ostane ni spomena, ime mjesta Pito gdje je Piton živio promijenjeno je u Delfi.